# Romy Odoni
Romy Odoni-Weber, geborene Weber (* 1959), ist eine Schweizer Politikerin (FDP.Die Liberalen).

## Biografie
Romy Odoni war von 1998 bis 2010 Gemeinderätin in Rain. Des Weiteren war sie von 1998 bis 2008 Vorstandsmitglied des Sozialberatungszentrums Hochdorf, von 1998 bis 2010 Vorstandsmitglied der Spitex Sempach und Umgebung, und gehörte von 2000 bis 2010 dem Vorstand des Sozialvorsteherverbandes des Kantons Luzern. Seit November 2009 ist Odoni Kantonsrätin im Kanton Luzern.
Als Kantonsrätin war sie Motionärin der 2012 geschaffenen Schwarzen Liste der Stelle für ausstehende Prämien und Kostenbeteiligungen Luzern (STAPUK), auf welcher säumige Krankenkassenprämienzahler vermerkt werden. Die auf der Liste vermerkten Personen können durch Ärzte, Apotheker und Krankenhäuser nur noch bei Notfallmassnahmen behandelt werden.